# Bücherei des Schocken Verlag
Bücherei des Schocken Verlag (în traducere română „Biblioteca Schocken Verlag”), denumită neoficial uneori beliebte der Reihe Schocken-Bücherei („seria populară a bibliotecii Schocken”), este o colecție de cărți cu un stil uniform și distincte, considerată „una dintre cele mai importante manifestări ale vieții spirituale a evreilor din Germania între 1933 și 1938” („wichtigsten Erscheinungen des geistigen Lebens”).
Proiectată de către Salman Schocken, în consultare cu Buber, Moritz Spitzer și Lambert Schneider, seria a fost „concepută a selecta din izvoarele întregii literaturi evreiești texte de o importanță deosebită pentru cititorii evrei din Germania Nazistă. În spiritul primului titlu publicat - profețiile despre mângâiere ale lui Isaia în noua traducere a lui Buber și Rosenzweig - fiecare selecție avea o semnificație vibrantă, instruindu-i și consolându-i pe cititori.” Spitzer, în poziția sa de redactor al editurii, l-a rugat pe Walter Benjamin să-l ajute la realizarea seriei. Schneider, în calitate de coproprietar, a adus cu el lista de cărți de la Lambert Schneider Verlag, inclusiv Die Schrift, traducerea lui Buber-Rosenzweig a Tanahului.
Într-o evaluare reprezentativă a impactului publicațiilor, Ismar Schorsch a scris:

Ceea ce este cel mai remarcabil în ceea ce privește această serie inspirată este gama sa culturală aproape nemărginită și viteza cu care aceasta a fost produsă. Cele 83 de titluri transmit o percepție a iudaismului ca o civilizație religioasă care cuprinde Biblia, literatura rabinică, poezia ebraică medievală și modernă, filozofia și mistica, folclorul și cultura populară, scrisorile și memoriile, beletristica modernă și poezia în germană și idiș, precum și lucrările de istorie evreiască și cronicile istorice.

Mai remarcabil încă este faptul că seria, care a început publicarea la șase luni după arderea cărților de către naziști, și-a continuat activitatea până la sfârșitul anului 1938, când evenimentele ce au urmat Nopții de cristal au făcut imposibilă continuarea ei. Ultima carte din serie, Briefe de Hermann Cohen, deși datată 1939, a fost de fapt tipărită la sfârșitul anului 1938. În vara anterioară, volumul 68, o retipărire a Die Judenbuche, un roman de Annette von Droste-Hülshoff, a fost (cu excepția câtorva exemplare) topit de către naziști. (Un al doilea volum numerotat 68, Die Geschichte von Chajim al lui Schneersohn, a fost tipărit în locul său.) Din acel moment, naziștii au impus tipărirea textului „Jüdischer Buchverlag” (Editură evreiască) pe pagina de titlu a tuturor volumele.
Deși planul inițial de tipărire a două volume pe lună a fost realizat în doar unul din cei cinci ani de publicare (1935; primele cinci volume au fost publicate în noiembrie și decembrie 1933), „realizarea unei biblioteci germane de 92 volume de cultură evreiască, pe o perioadă de cinci ani, este o mărturie nu doar a străduinței lui Moritz Spitzer și Lambert Schneider, dar și a existenței unei moșteniri culturale vii”. Cele 83 de titluri au reprezentat peste o treime din producția tipărită a editurii înainte de a fi transferată de la Berlin la Palestina în 1939.
Seria a cuprins primele apariții (sau traduceri) ale operelor majore ale unor autori (cum ar fi Șmuel Iosef Agnon, Martin Buber, Franz Kafka, Franz Rosenzweig și Gershom Scholem) care au devenit recunoscuți pe plan internațional atunci când editura s-a transferat la New York, a devenit Schocken Books și a început publicarea acestor autori (pentru prima dată în cazul multora dintre ei) în limba engleză.